# 第7战斗机联队 (纳粹德国)

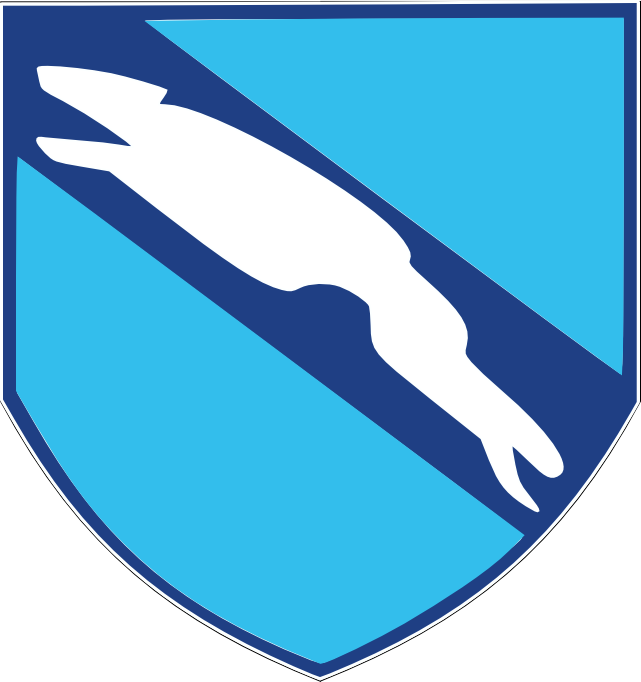
德國國防軍空軍第7戰鬥機聯隊的徽章

德国国防军空军第7战斗机联队是納粹德國空軍在二战期间组建的一支战斗机联队，也是全世界首支装备喷气式战斗机并将其投入实战的部队。该部队组建于1944年末，一直服役至1945年5月战争结束。